# Punganur
Punganur es una ciudad y  municipio situada en el distrito de Chittoor en el estado de Andhra Pradesh (India). Su población es de 54746 habitantes (2011). Se encuentra a 65 km de Chittoor y a 108 km de Bangalore. 

## Demografía
Según el censo de 2011 la población de Punganur era de 54746 habitantes, de los cuales 27235 eran hombres y 27511 eran mujeres. Punganur tiene una tasa media de alfabetización del 78,68%, superior a la media estatal del 67,02%: la alfabetización masculina es del 85,07%, y la alfabetización femenina del 72,40%.